# Caribbean Voices

Pauline Henriques und Samuel Selvon bei einer Aufnahme für Caribbean Voices 1952.

Caribbean Voices war ein Hörfunkprogramm des BBC World Service aus Bush House in London, England, zwischen 1943 und 1958. Es gilt als „das Programm, in dem literarische Talente Westindiens erstmals ihre Stimme fanden“. Caribbean Voices förderte viele Schriftsteller, die später zu Ehren kamen, unter anderem Samuel Selvon, Edward Kamau Brathwaite, V. S. Naipaul, Derek Walcott, John Figueroa, Andrew Salkey, Michael Anthony, Edgar Mittelholzer.

## Geschichte
Caribbean Voices entstand aus dem ersten Programm der BBC für eine Zielgruppe von Menschen der Karibik, Calling the West Indies, welches 1939 eingeführt worden war um Soldaten aus Westindien in der British Army eine Möglichkeit Verbindung zu ihren Familien zu Hause zu pflegen während des Dienstes im Zweiten Weltkrieg. In der Sendung wurden Briefe verlesen für die Familien zu Hause in der Karibik. Die jamaikanische Schriftstellerin und Aktivistin Una Marson wurde 1941 eingestellt um die Sendung zu moderieren und im folgenden Jahr wurde sie zur Produzentin für die West Indies gemacht und verwandelte das Programm, das in Caribbean Voices umbenannt wurde, in ein Forum für Literatur der Karibik. Als Marson 1946 nach Jamaika zurückkehrte, übernahm Henry Swanzy die Produktion und setzte ein „unauslöschliches Zeichen“ (indelible mark): „Unter seiner Herausgeberschaft, nahm Caribbean Voices die Form eines Kreativ-Workshops rund um die Kunst des Schreibens an, in welchem die Schriftsteller Ermutigung und informierte Kritik erhielten. Er machte deutlich, dass er das Programm mit Authentizität und Lokalkolorit gefüllt werden sollte und damit den Reichtum der Region präsentieren sollte.“ Swanzy verließ das Programm 1955 und zu seinem Weggang schrieb The Times Literary Supplement: „Westindische Schriftsteller bekunden frei ihre Schuld bei der BBC für die Ermutigung, sowohl finanziell als auch ästhetisch. Ohne diese Ermutigung wäre die Geburt einer karibischen Literatur viel langsamer und auch viel schmerzhafter gewesen.“
Während der Laufzeit der Serie wurden etwa 400 Geschichten und Gedichte zusammen mit Dramen und Literaturkritik ausgestrahlt, von 372 Verfassern, von denen 71 Frauen waren.

## Wirkung
Kamau Brathwaite beschrieb Caribbean Voices als den „wichtigsten literarischen Katalysator für kreatives Schreiben und Literaturkritik von Kariben in English“. Eine Schlüsselfigur in BBCs Caribbean Service dieser Zeit war Andrew Salkey als Moderator; sein Programm „wurde eine glitzernde Show für Generationen von Schriftstellern“. Etablierte und aufsteigende Autoren wurden „angefeuert, geschmeichelt, sanft zurechtgewiesen, inspiriert und ausgebildet um neue Werke für das Radio zu verfassen.“ Weitere erwähnenswerte Schriftsteller, die durch das Programm in den 1950ern bekannt gemacht wurden, waren George Lamming, Gloria Escoffery, Ian McDonald und E. M. „Shake“ Keane.
Zwei Bände mit Gedichten, die im Programm ausgestrahlt worden waren, wurden von John Figueroa herausgegeben: Caribbean Voices, vol. 1: Dreams and Visions (1966) und vol. 2, The Blue Horizons (1970).
2009 wurde eine zweiteilige Radiodokumentation über Caribbean Voices von Colin Grant im BBC World Service produziert.